# 松山ユイ
松山 ユイ（まつやま ゆい、1992年4月20日 - ）は、日本の元声優、元アイドルであり、アイドルユニット「Kus Kus」(クスクス) の元メンバー。
福島県出身。愛称は「がっちゅー」（ドラマ「TRICK」に出てくる”ガッツ石まっ虫”が由来）。

## 人物
2024年3月末日アクロスエンタテインメント退社。現在はたまに声の仕事をする一般人。
趣味・特技は、歌・トランペット。仮面ライダー、MARVELを好む。眼鏡がトレードマーク。
ゲーム『メイド イン ワリオ ゴージャス』では、メインキャラであるアナ役以外にラッパーであるサーティーンアンプ役を担当。声優活動以外にアイドルとして歌手活動を行っていることからの起用であり、エイティーンボルト役の木村昴との2人の掛け合いで開発スタッフも満足のいくラップシーンが仕上がった。
2025年4月1日(火)エイプリルフールにInstagramで一般男性との入籍を発表。

## 出演
太字はメインキャラクター。

### ゲーム
2014年
- ご当地妖怪台帳（すずね）

2016年
- 円環のパンデミカ code-S-（渋来サアヤ）

2018年
- 黒い砂漠（女性用キャラクターボイス）
- メイド イン ワリオシリーズ（2018年 - 2023年、アナ、サーティーンアンプ） - 3作品
- 共闘ことばRPG コトダマン（双娘・テンパティとスコル、音武美将・キ襲ユ）

### ボイスドラマ
- 下北沢VR（2018年、相武ユリ）

### 舞台
- 下北沢VR（2018年7月25日 - 29日、シアター711） - 相武ユリ 役

### シリーズ一覧
1. ↑  『メイド イン ワリオ ゴージャス』（2018年）、『おすそわける メイド イン ワリオ』（2021年）、『超おどる メイド イン ワリオ』（2023年）